# Синку-Вилаш
Синку-Вилаш (порт. Cinco Vilas)  —  населённый пункт и район в Португалии,  входит в округ Гуарда. Является составной частью муниципалитета  Фигейра-де-Каштелу-Родригу. По старому административному делению входил в провинцию Бейра-Алта. Входит в экономико-статистический  субрегион Бейра-Интериор-Норте, который входит в Центральный регион. Население составляет 103 человека на 2001 год. Занимает площадь 17,60 км².
Покровителем района считается Дева Мария (порт. Nossa Senhora do Pranto).